# Victor Pierre Ghislain De Moor
Pour les articles homonymes, voir Moor.
Victor Pierre Ghislain (ou Victor Petrus Gislenus) De Moor, né à Alost le 25 avril 1827 et mort dans cette même ville le 25 janvier 1895, est un vétérinaire et botaniste belge.

## Biographie
Fils d'un chirurgien, Victor De Moor obtient en 1847 le diplôme de vétérinaire de l'École royale de médecine vétérinaire de Cureghem, où il est répétiteur de pharmacie et de matière médicale. La même année, il publie un ouvrage didactique, catalogue des plantes vasculaires de la Belgique, où il crée plusieurs familles nouvelles pour des genres aberrants dans leur groupe.
En 1848, il fonde la Société d'agriculture, d'horticulture et de botanique d'Alost. Il publie plusieurs contributions d'agriculture, horticulture et fruticulture, mais s'intéresse tout particulièrement aux graminées et à leur embryologie.
En 1862, il compte parmi les membres fondateurs de la Société royale de botanique de Belgique, avec notamment François Crépin.
Il est aussi professeur du cours public de maréchalerie en langue néerlandaise à Cureghem.

## Œuvres
- 1847 : Tableaux analytiques des familles naturelles de la phanérogamie et de la cryptogamie vasculaire belges
- 1851 : Synopsis analytique de la flore agrostologique belge
- 1853 : Essai d'une monographie sur les graminées de la Belgique
- 1854 : Traité des graminées céréales et fourragères que l'on rencontre en Belgique, avec des observations sur quelques variétés nouvelles
- 1855 : Traité de la culture du lin et des différents modes de rouissage
- 1857 : Traité pratique de la culture des prairies
- 1858 : Du Tabac